# Schloss Ehningen

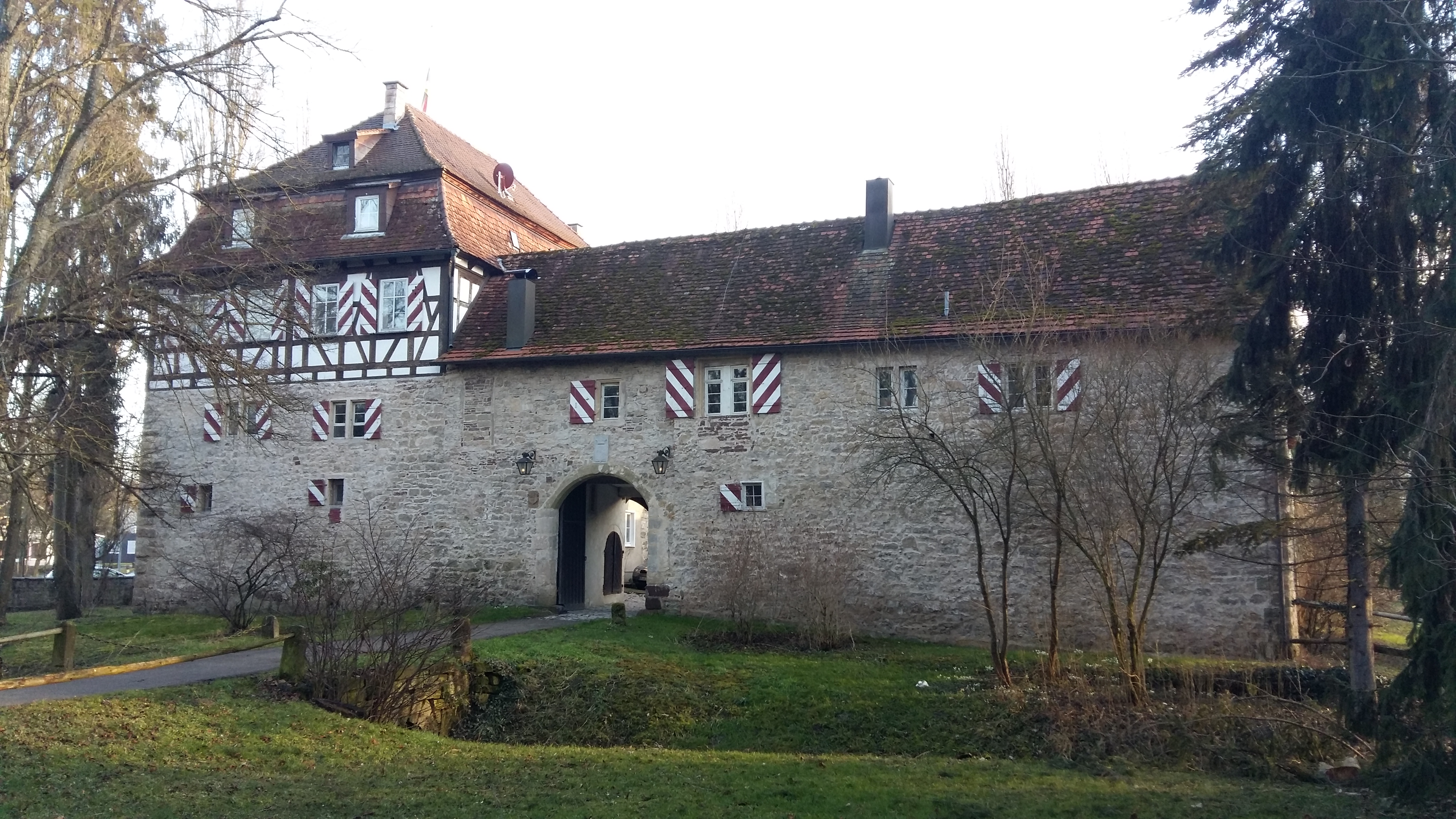
Das Ehninger Schloss in der Vorderansicht

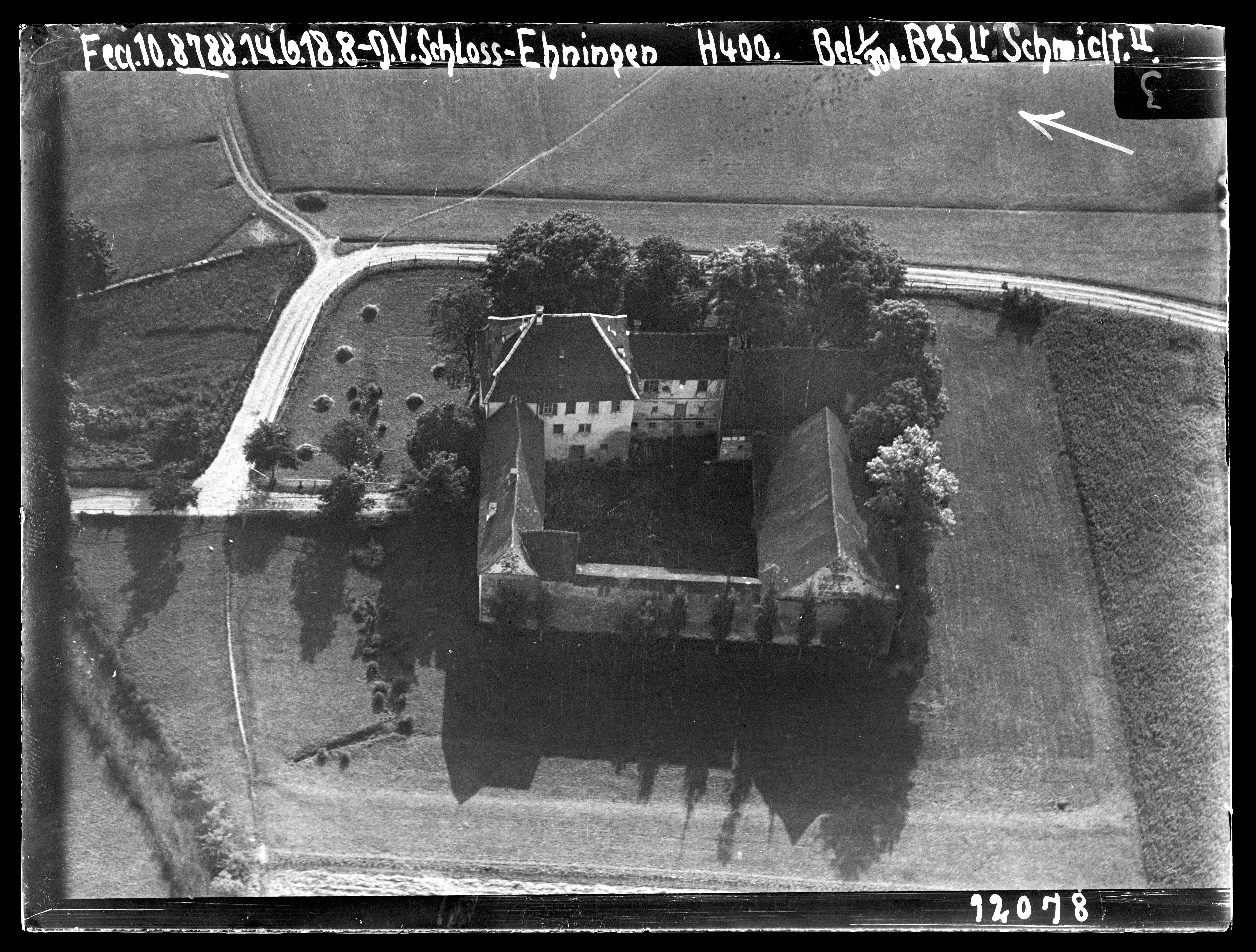
Luftbild des Schlosses, Juni 1918

Schloss Ehningen, auch Oberes Schloss oder Breitenschwertsches Schloss genannt, ist eine ursprünglich als Wasserburg errichtete und zwischen dem 16. und dem 20. Jahrhundert zum Schloss umfunktionierte Anlage in Ehningen im Landkreis Böblingen in Baden-Württemberg.

## Geschichte
Das Schloss wurde um 1300 als Herrensitz des Ortsadels errichtet. Die Burg umgab damals ein Wassergraben. Über eine Zugbrücke an der Nordfront gelangte man hinein. Die Burg war durch eine ca. 7 Meter hohe Ringmauer mit innen verlaufendem Wehrgang geschützt. Als Wohngebäude diente ein in der nordöstlichen Ecke des Hofes befindlicher Bergfried (Wohnturm).
1515 kaufte der Nagolder Forstmeister Martin Klemm von Ringelstein die Burg und ließ sie ausbauen, jedoch in unbekanntem Ausmaß. Schon 1564 wurde die Anlage vom württembergischen geheimen Kammersekretär Franz Kurtz gekauft, dessen Wappentafel von 1567 sich heute am Wohnbau finden lässt. Dessen Witwe verkaufte es 1580 an den Herzog Ludwig von Württemberg, Eberhard III. belehnte 1639 Felix Wilhelm von Breitschwert damit. 1754 wurde das Schloss durch Georg Heinrich Heidegger renoviert, 1796 wurde von Johann Ludwig Christian von Breitschwert eine grundlegende Sanierung vorgenommen. Bei dieser wurden u. a. das Wohnhaus und mehrere Wirtschaftsgebäude im Hof renoviert und erneuert sowie der Wassergraben zugeschüttet. Nach dem am 15. Juli 1910 erfolgten Tod des letzten Freiherrn von Breitschwert wurde General Siegfried von La Chevallerie Fideikommissbesitzer auf Ehningen. Er ließ das Schloss vor seinem Einzug von Elisabeth von Knobelsdorff renovieren und den Schlosspark vergrößern. Im Jahr 1927 wurden bei einem Brand am Südflügel mehrere Wirtschaftsgebäude schwer beschädigt, die jedoch vom Architekten Felix Krüger bis auf das Gebäude in der Südwestecke wiedererrichtet wurden, größtenteils im Fachwerkstil.